# Merbromin
A merbromin (INN: mercurochrome) helyi fertőtlenítő szer.

## Kémiai tulajdonságai
Előállítható dibrómfluoreszcein, nátrium-hidroxid és higany(II)-acetát reakciójával és a higany(II)-acetát nátrium-dibrómfluoreszceinnel történő reakciójával is.

## Használata
A merbromint kisebb sebek, égési sérülések, karcolások kezelésére használták. Használták továbbá a köldökzsinór és olyan sérülések fertőtlenítésére, melyeknél a hegképződés akadályozott, mint például a neuropátiás fekélyek vagy a cukorbetegség által okozott sebhelyek. Sebre alkalmazva vörösre színezi a bőrt, ami többszöri mosással se tűnik el.
Az Amerikai Egyesült Államok Élelmiszer- és Gyógyszerügyi Hivatala 1998-ban „általánosan biztonságosnak elfogadott”-ról „vizsgálatlan”-ra minősítette át az új tanulmányok és információk hiány miatt. Az Amerikai Egyesült Államokban ezért más anyagokra, például povidon-jódra, benzalkónium-kloridra és 4-klór-3,5-dimetilfenolra cserélték.

## Fordítás
Ez a szócikk részben vagy egészben  a   Merbromin című angol Wikipédia-szócikk ezen változatának fordításán alapul.  Az eredeti cikk szerkesztőit annak laptörténete sorolja fel. Ez a jelzés csupán a megfogalmazás eredetét és a szerzői jogokat jelzi, nem szolgál a cikkben szereplő információk forrásmegjelöléseként.